# Robert I. (Worms- und Oberrheingau)
Robert I., auch: Rupert I. († vor 764) war Graf im Worms- und Oberrheingau. Er war verwandt mit dem Mitte des 9. Jahrhunderts durch den Grafen Robert den Tapferen begründeten mittelrheinischen Geschlecht der Robertiner.
732 wurde Robert I. „Dux“ im Haspengau und Graf im Oberrhein- und Wormsgau und war ab 741/42 königlicher Pfalzgraf und 757 königlicher Missus in Italien. Er war auch Graf im Masuariergau und eine bedeutende Stütze der Karolinger.
Robert I. leitete 756/57 gemeinsam mit Abt Fulrad von Saint-Denis die Durchführung der Verträge mit den Langobarden. Robert war bereits verstorben, als seine Witwe Williswinda und sein Sohn Cancor 764 das Kloster Lorsch gründeten.

## Familie und Nachkommen
Robert I. war Sohn Graf Lantberts II. Er war ein Verwandter des Bischofs Chrodegang von Metz. Er heiratete 730 Williswint (auch Williswinda, † nach 764), Tochter des Grafen Adelhelm im Wormsgau. Er hatte vier Söhne:
- Cancor, wurde nach 782 Graf im Oberrheingau und Gründer des Klosters Lorsch
- Anselm, Pfalzgraf, nach 778 gefallen bei Roncesvalles
- Robert, wurde nach 786 Abt von Saint-Germain-des-Fossés
- Thüringbert